# Gàlib ferroviari

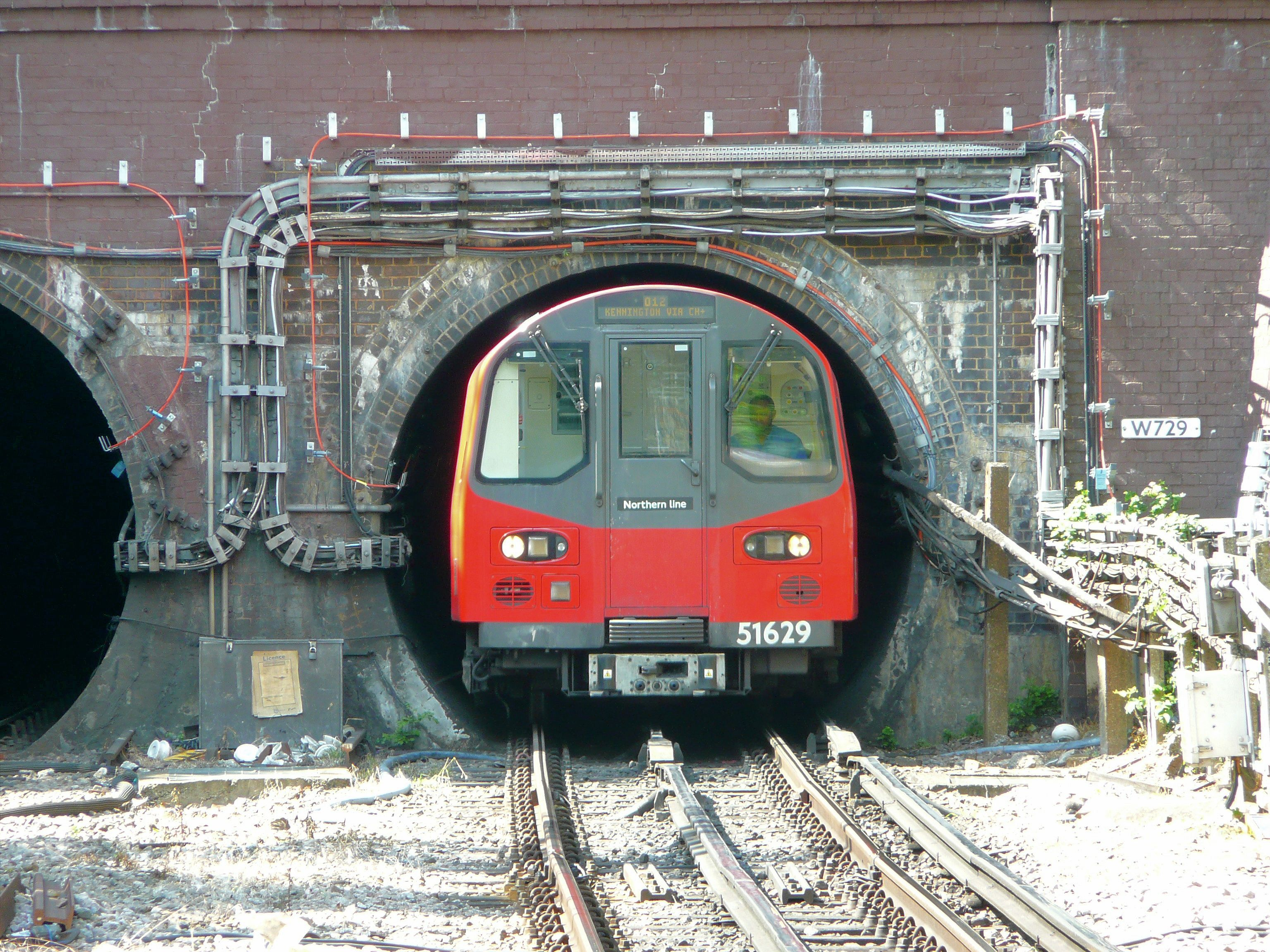
La secció del tren es veu limitada pel gàlib del túnel del metro de Londres

"gàlib" ferroviaire d'un pont, o «"gàlib" d'obstacles»

En ferrocarrils, el terme  gàlib , de l'àrab  qálib ,  qālab  o  qālib , i aquest del Grec καλόπους, forma (en el sentit d'un motlle que té la figura i les dimensions d'un objecte que, posat dins o fora d'aquell, s'hi adapta i n'adquireix l'aspecte), perfil exterior màxim que pot tenir la secció transversal dels vehicles per tal que puguin passar per túnels, ponts i altres instal·lacions ferroviàries. Marcar la dimensió màxima dels vagons i vehicles.
Com que en obra civil, pel que fa a ponts i túnels, es denomina gàlib a la distància entre la part inferior de la superestructura i el terra, en termes ferroviaris el gàlib es pot veure també com una norma de dimensions per evitar el xoc de vehicles entre si i d'aquests amb l'entorn en què es mouen: Gàlib s'empra doncs per indicar la distància mínima de pas que han de permetre els túnels, ponts i altres estructures i, per tant, per indicar la proximitat màxima de pals, semàfors, senyals i la resta d'objectes contigus a la via. Així es diu que els vehicles tenen gàlibs màxims i els ambients gàlibs mínims. Això significa que cap vehicle pot ser més gran que el seu gàlib màxim estipulat envaint la zona d'estructures, i que cap estructura pot envair la zona de vehicles per sota d'un gàlib mínim estipulat. Al mateix temps els gàlibs màxims i mínims no coincideixen, sinó que estan distanciats per un marge de seguretat.
El gàlib és un arc de túnel real o virtual que determina si les dimensions màximes d'ample i alt d'un objecte li permeten travessar o allotjar-se en una cavitat prèviament construïda, és a dir permetre que aquest objecte passi a través o s'allotgi, sense que col·lideixi contra les parets d'aquesta cavitat, túnel, porta, pont, etc..